# Regnosaurus
Regnosaurus ist ein kaum bekannter Vogelbeckendinosaurier aus der Gruppe der Stegosauria.
Bislang sind von diesem Dinosaurier lediglich Teile des Beckens und der Knochenplatten sowie Teile des Unterkiefers bekannt. Die Funde stammen aus Sussex und der Isle of Wight und werden in die Unterkreide, auf ein Alter von 137 bis 121 Millionen Jahre, datiert. 
Sie wurden von Gideon Mantell (1790–1852) beschrieben, der den Namen Regnosaurus prägte – abgeleitet vom Volk der Regni, das früher in Sussex lebte. Möglicherweise handelt es sich bei Craterosaurus, einem ebenfalls nur durch spärliche Überreste bekannten englischen Stegosaurier, um ein Synonym, ohne weitere Funde lässt sich das aber nicht verifizieren.
Untersuchungen deuten an, dass es sich um einen urtümlichen Stegosaurier handelte, der im Bau des Unterkiefers Ähnlichkeiten mit Huayangosaurus zeigte, und deswegen manchmal in die Huayangosauridae eingeordnet wird. Aufgrund der spärlichen Überlieferungen gilt Regnosaurus jedoch als nomen dubium.